# Operation Snatch
Operation Snatch is een film uit 1962 onder regie van Robert Day.

## Verhaal
Het verhaal speelt zich af in Gibraltar en is gebaseerd op de volgende legende. Als de apen op de rots verdwijnen, verliezen de Britten Gibraltar. Deze komische film speelt zich af tijdens de Tweede Wereldoorlog. Lt. 'Piggy' Wigg is de dierenverzorger van de apen op de rots. Als een van de apen vermist wordt, moet hij achter de frontlijn deze gaan vangen. Hij wordt anders persoonlijk verantwoordelijk gesteld voor het verlies van Gibraltar.

## Rolverdeling
| Acteur            | Personage                   |
| ----------------- | --------------------------- |
| Terry-Thomas      | Lt. 'Piggy' Wigg            |
| George Sanders    | Maj. Hobson                 |
| Lionel Jeffries   | Evans                       |
| Jocelyn Lane      | Bianca Tabori               |
| Mark Eden         | Mosquito Pilot              |
| Mario Fabrizi     | Tall Man                    |
| John Gabriel      | Major Frink                 |
| Gerard Heinz      | Colonel Waldock             |
| Bernard Hunter    | Captain Baker               |
| Dinsdale Landen   | Captain Wellington          |
| Howard H. Lang    | P.T. Sergeant               |
| Angus Lennie      | Vic                         |
| Jeremy Lloyd      | Captain James               |
| John Meillon      | Medical Officer             |
| Warren Mitchell   | Contact Man                 |
| Lee Montague      | Miklos Tabori               |
| Nyree Dawn Porter | W.R.A.C. Officer            |
| John Scott        | Lieutenant General Hepworth |
| Mark Singleton    | Prime Minister's Secretary  |
| Graham Stark      | Soldier                     |
| Michael Trubshawe | Colonel Marston             |
| James Villiers    | Lieutenant Keen             |
| Ian Whittaker     | Dyson                       |